# Lines, Vines and Trying Times
Lines, Vines and Trying Times – czwarty i ostatni studyjny album amerykańskiego zespołu Jonas Brothers, w składzie: Joe Jonas, Nick Jonas i Kevin Jonas. Światowa premiera odbyła się 16 czerwca 2009. W Polsce album ukazał się tego samego dnia.

## Lista utworów
Autorami wszystkich piosenek są: Nicholas Jonas, Joseph Jonas, Paul Kevin Jonas II
1. World War III
2. Paranoid
3. Fly with Me
4. Poison Ivy
5. Hey Baby (featurning Johny Lang)
6. Before a Storm (featurning Miley Cyrus)
7. What Did I Do With Your Heart
8. Much Better
9. Black Keys
10. Don't Charge Me for the Crime
11. Turn Right
12. Don't Speak
13. Keep It Real (Bonus Track)

## Single/Teledyski
Pierwszym singlem z płyty jest utwór Paranoid. Premiera utworu odbyła się 7 maja 2009, a teledysk został wydany 23 maja. Drugim singlem jest piosenka Fly with me. Premiera klipu miała miejsce 7 czerwca a kanale Jonas Brothers na YouTube.